# Eric Adams (musiker)
Louis Marullo, mer känd under artistnamnet Eric Adams, född 12 juli 1954 i Auburn, New York, är en amerikansk musiker. Han är sångare i heavy metalbandet Manowar sedan 1980. Ända sedan han började i Manowar har han tagit hand om bandets ekonomi. Hans artistnamn är en kombination av hans båda söner, Eric och Adam.
En av hans största bedrifter var att sjunga arian Nessun dorma från Giacomo Puccinis opera Turandot, som hyllning till de italienska fansen. Senare spela han också in den till albumet Warriors of the World.
Adams är känd för att under spelningar kunnat hålla skrik, i mycket högt tonläge, i 40 sekunder.
Han är dessutom en god bågskytt, och har tillsammans med Chester Moore släppt DVD:n Wild Life and Wild Times.
Eric Adams har kallats för "mannen med lungor av läder".